# Rødhals
Rødhalsen (Erithacus rubecula) også kaldet rødkælken er en lille spurvefugl. Den findes i stort set alle haver i Danmark, hvor der fodres fugle, og kan nemt kendes på det røde bryst, de tynde ben og de i forhold til fuglens størrelse relativt store, sorte øjne.
Det tydeligt røde bryst og rødhalsens sang bruges hele året i kampen om territorier. Fuglene foretrækker skove og krat, men også gerne ældre haver og parker. De søger føde i lav vegetation og på jorden.
De fleste rødhalse trækker til Vest- og Sydvesteuropa og Nordafrika om vinteren, men enkelte fugle – især hanner – vælger i varme vintre at blive i Danmark, ligesom Danmark om vinteren også besøges af mange rødhalse fra det øvrige Skandinavien. 